# دهستان چاناوتی
دهستان چاناوتی (به لاتین: Chanautey Gewog) یک دهستان در کشور بوتان است که در ناحیهٔ تسیرنگ واقع شده‌است.